# Тирмен
Тирмен, также Тирменово (баш. Тирмән) — деревня в Абзелиловском районе Республики Башкортостан, относится к Аскаровскому сельсовету.
С 2005 г. имеет современный статус, с 2007 г. носит современное название.

## История
Название деревни на башкирском означает мельницу .
Статус деревни, сельского населённого пункта, посёлок получил согласно Закону Республики Башкортостан от 20 июля 2005 года N 211-з «О внесении изменений в административно-территориальное устройство Республики Башкортостан в связи с образованием, объединением, упразднением и изменением статуса населенных пунктов, переносом административных центров», ст.1:

6. Изменить статус следующих населенных пунктов, установив тип поселения — деревня:
1) в Абзелиловском районе:…

е) поселка мелькомбината Аскаровского сельсовета
До 10 сентября 2007 года называлась деревней Мелькомбината.

## Население
| 1968 | 2002 | 2009 | 2010 |
| ---- | ---- | ---- | ---- |
| 110  | ↘13  | ↘7   | ↗13  |

Национальный состав
Согласно переписи 2002 года, в посёлке Мелькомбината преобладающая национальность — башкиры (100 %)

## Географическое положение
Расстояние до:
- районного центра (Аскарово): 15 км,
- центра сельсовета (Аскарово): 15 км,
- ближайшей железнодорожной станции (Магнитогорск-Пассажирский): 62 км.